# Gabriel Cruz
Gabriel Cruz Mendoza (Ecuandureo, 23 de maio de 1996) é um jogador de vôlei de praia mexicano.

## Carreira
Embora natural de Ecuandureo, é conhecido como  filho da cidade de Churintzio, onde cursava o ensino médio e onde iniciou no vôlei de quadra e vislumbrava ser atleta da modalidade, depois, conquistou torneios regionais, e no torneio estadual realizado em Morelia despertou interesse da Universidade Vasco de Quiroga (UVAQ) e que lhe deu uma bolsa de estudos e ao competir em competições nacionais por esta instituição, surgiam novas ofertas de bolsas de estudos por outras entidades e outros estados.
Após um torneio em Culiacán, foi pré-convocado pela primeira vez para seleção em preparação para disputar a Universíada de Verão de 2017 em Taipei. No ano seguinte representando a UVAQ em  Monterrey foi convocado para seleção nacional, sua estreia internacional foi na Copa Pan-Americana de 2017 em Gatineau  e terminou na oitava posição, atuando como central, depois disputou o Campeonato Mundial Sub-23 de 2017 em Cairo e conquistou o quarto lugar no Campeonato NORCECA de Voleibol Masculino de 2017 em Colorado Springs.
Representou a seleção nacional na edição da Copa Pan-Americana de Voleibol Masculino de 2018 em Córdoba (Veracruz) e terminou na quinta posição e conquistou a medalha de bronze nos Jogos Centro-Americanos e do Caribe de 2018 em Barranquilla.
Na temporada de 2018, atuava pelo Virtus León
Em 2019, era jogador do time mexicano Bravos de Michoacán.Retornou seleção mexicana e disputou a Copa Pan-Americana de 2021 em Santo Domingo e conquistou a medalha de ouro e  conquistou a medalha de bronze no Campeonato NORCECA de 2021 em Victoria de Durango.
Em 2022, competiu no vôlei de praia, ao lado de Isaias Oziel Aguirre no qualificatório em Punta Cana para o Mundial e terminaram na quarta posição, com este atleta conquistou o vice-campeonato no circuito NORCECA em Punta Cana e terminou em quinto em Varadero mesma posição obtida com Jorge Barajas e nas Ilhas Cayamns. Em 2023, estreou no circuito mundial ao lado de Isaias Oziel Aguirre no Challenge de La Paz (México) e com Jorge Barajas finalizou na vigésima primeira colocação no Elite 16 em Tepic, no circuito NORCECA terminou em quarto no México com Isaias Oziel Aguirre e com  Jorge Barajas  terminou em quarto em  Varadero e nas Ilhas Caymans, e no circuito mundial terminaram em quinto no Future em Miguel Pereira estiveram também juntos na edição do Campeonato Mundial de Vôlei de Praia de 2023 nas cidades mexicanas de Tlaxcala de Xicohténcatl,  Apizaco e Huamantla terminaram em trigésimo sétimo lugar.

## Títulos e resultados
- Campeoato NORCECA de 2017